# Laboravy Khuon
Laboravy Khuon (ou Khuon Laboravy), né le 25 août 1988 à Kampong Cham, est un footballeur international cambodgien, qui évolue au poste d'attaquant au sein du club thaïlandais de Surat Thani.

## Biographie

### Carrière en sélection
Il reçoit sa première sélection en équipe du Cambodge le 26 mai 2008, contre le Népal. Il inscrit son premier but le 9 février 2011, contre Macao.
Laboravy Khuon participe avec l'équipe du Cambodge aux éliminatoires du mondial 2014 puis aux éliminatoires du mondial 2018.

## Palmarès
| Svay Rieng FC - Championnat du Cambodge (1) : - Champion : 2013. - Coupe du Cambodge : - Vainqueur : 2011 et 2012. |  | Boeung Ket Angkor - Championnat du Cambodge (1) : - Champion : 2016. - Championnat du Mékong des clubs - Finaliste : 2015. |

### Distinctions personnelles
- Meilleur buteur du Championnat de Cambodge en 2013